# Joseph La Rocque
Pour les articles homonymes, voir Larocque.
Joseph Larocque (1808-1887) fut l'évêque de Saint-Hyacinthe au Québec de 1860 à 1866. 

## Biographie
Né à Chambly, diocèse de Montréal, le 28 août 1808, il est ordonné le 15 mars 1835. Il remplit jusqu'en 1840 les charges de professeur et de directeur au Séminaire de Saint-Hyacinthe. Il est chanoine du chapitre de Montréal, lorsque le pape Pie IX le nomma, le 6 juillet 1852, évêque de Cydonia (de) in partibus, et coadjuteur de Montréal. 
Il est consacré sous ce titre, dans l'église de Saint-Joseph de Chambly, le 28 octobre 1852, par Ignace Bourget, assisté des évêques de Carrha et des Trois-Rivières. 
Il succéde à Jean-Charles Prince, comme évêque de Saint-Hyacinthe, le 3 septembre 1860. 
Par un rescrit papal en date du 17 août 1865, il est autorisé à se démettre de son évêché, à la condition qu'il continue à administrer son diocèse jusqu'à la nomination de son successeur, Charles La Rocque. 
Il s'occupe, avec son frère François-Antoine Larocque, des affaires concernant le commerce de la fourrure à la suite du décès de leur oncle Laurent Leroux.
Il remet, le 31 juillet 1866, l'administration entre les mains de son successeur, qui le nomme vicaire général du diocèse.
Le 15 janvier 1861, il est nommé à l'évêché de Germanicopolis (de) in partibus infidelium.
Il décéde le 18 novembre 1887, à Saint-Hyacinthe à l'âge de 79 ans.

## Sources
- Répertoire général du clergé canadien, par ordre chronologique depuis la fondation de la colonie jusqu'à nos jours, par Cyprien Tanguay, Montréal : Eusèbe Senécal et fils, imprimeurs-éditeurs, 1893.